# Französische Doktrin
Die französische Doktrin ist eine von Frankreich entwickelte und erstmals im Algerienkrieg in den 1950er Jahren angewandte Sammlung von Methoden, die vom Staat bzw. dessen Sicherheitskräften (Militär, Polizei oder Geheimdienste) angewendet werden, um systematisch militante Widerstandsgruppen oder auch Oppositionelle zu bekämpfen. Sie umfasst unter anderem die meist geheim ausgeführte massenhafte Verhaftung, systematische Folter und illegale Tötung von verdächtigen Personen, das so genannte „Verschwindenlassen“. Das französische Militär bekämpfte mit diesen Methoden militärisch erfolgreich die im Untergrund kämpfende Befreiungsbewegung FLN, die mit Gewalt die staatliche Unabhängigkeit Algeriens von Frankreich erzwingen wollte. Das Bekanntwerden der menschenrechtsverletzenden Methoden, mit denen das Militär die FLN dezimiert hatte, löste jedoch in Teilen der französischen Öffentlichkeit Empörung aus und führte in der Folge zu einer deutlichen innen- und außenpolitischen Schwächung des Landes. Am 1. November 1954 begann der Algerienkrieg; am 20. Mai 1961 begannen direkte Verhandlungen zwischen der französischen Regierung und der FLN; am 18. März 1962 wurden die Verträge von Évian geschlossen und am 25. September 1962 wurde die Demokratische Republik Algerien ausgerufen.
Die Doktrin ist thematisch eng mit dem Begriff des schmutzigen Kriegs verbunden und gehört zum militärtheoretischen Gebiet der asymmetrischen Kriegführung. Derartige Methoden sind seitdem auch in vielen anderen Ländern im Rahmen sogenannter Aufstandsbekämpfungsmaßnahmen (engl. counterinsurgency) zum Einsatz gekommen. Massiv und mit insgesamt etwa 400.000 zivilen Todesopfern wurden sie in lateinamerikanischen Militärdiktaturen in den 1970er und 1980er Jahren zur Unterdrückung breiter Bevölkerungsschichten eingesetzt. Dabei haben französische Veteranen des Algerienkriegs eine maßgebliche Rolle als Berater und Ausbilder des dortigen Militärs und der Geheimdienste gespielt, siehe dazu auch Operation Condor. Derartige Verbrechen blieben bis etwa zum Ende des 20. Jahrhunderts aus verschiedenen Gründen meist straflos. Im neuen Jahrtausend haben Entwicklungen auf nationaler und internationaler Ebene zu einer Verstärkung der Strafverfolgung solcher Menschenrechtsverletzungen geführt.

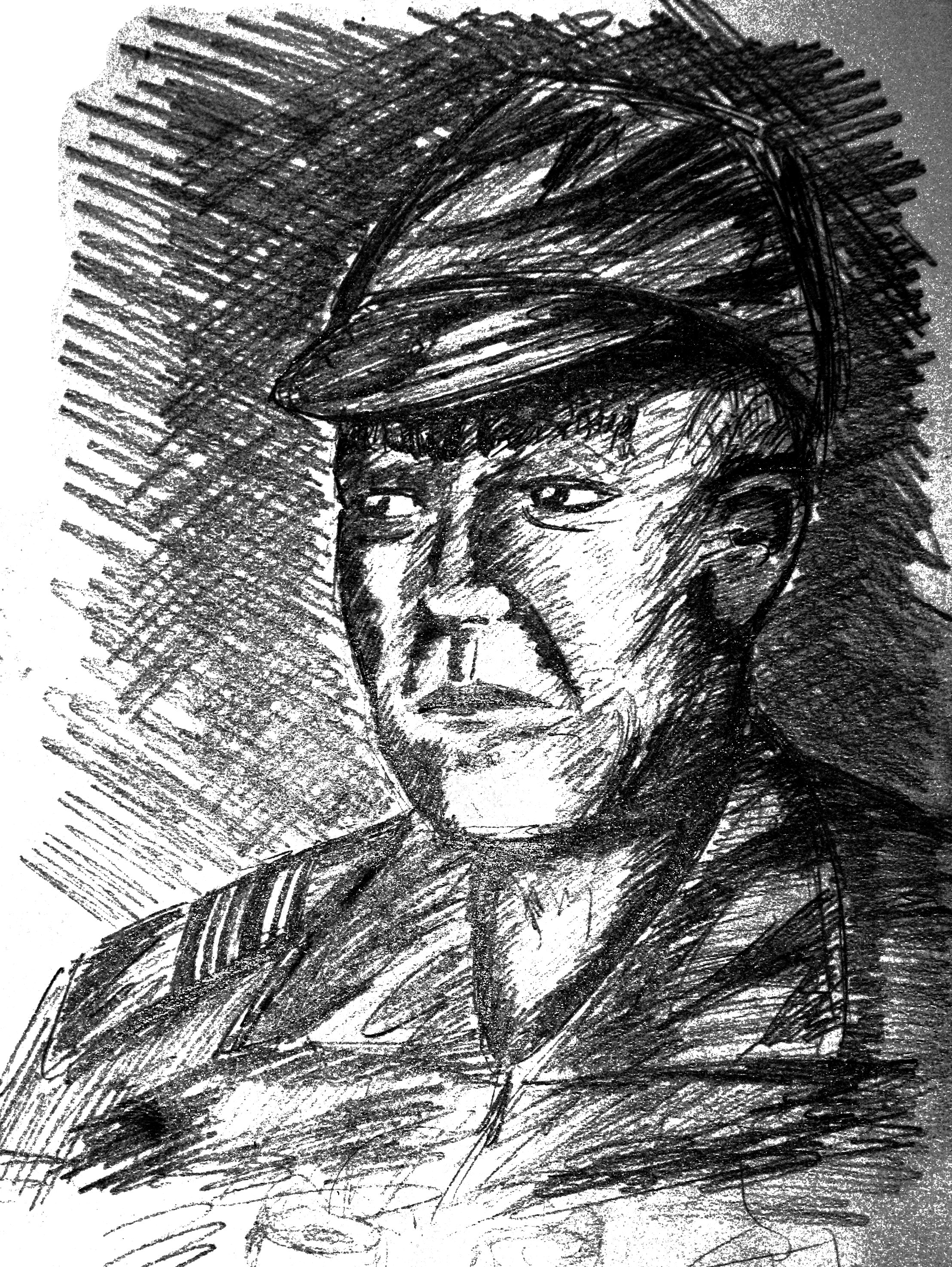
Zeichnung von Roger Trinquier, Fallschirmjäger-Offizier und Theoretiker der französischen Doktrin

## Entwicklung und Merkmale
Der französische Offizier Roger Trinquier (1908–1986) entwickelte die Doktrin und schrieb darüber ein Buch mit dem Titel La Guerre moderne. Militärstrategisch thematisiert sie den Fall, dass der Gegner der eigenen Kräfte nicht ein anderer Staat ist, vertreten durch eine reguläre Armee, sondern eine Untergrund- bzw. Guerillabewegung, deren Mitglieder sich aus der Zivilbevölkerung rekrutieren und daher schwer zu identifizieren sind. Hintergrund und Motivation ihrer Entwicklung war, dass Frankreich in seinen Kolonien ab etwa dem Ende der 1940er Jahre mit militanten Befreiungs- bzw. Unabhängigkeitsbewegungen konfrontiert war, vor allem im Indochinakrieg und im Algerienkrieg. Wegen ihrer weit gehenden Verwurzelung in der einheimischen Zivilbevölkerung und ihres Charakters als Guerillabewegungen, deren Kämpfer bei Bedarf in der Bevölkerung untertauchten, waren diese Gegner mit herkömmlichen militärischen Methoden kaum zu bekämpfen. Derartige militärische Szenarien und die entsprechenden Militär-Strategien sind heute unter den Begriffen asymmetrische Kriegführung und Counterinsurgency (engl., auf Deutsch Aufstandsbekämpfung) bekannt.
Der Offizier Trinquier erkannte als einer der ersten die Ohnmacht der herkömmlichen Militärstrategie vor solchen Situationen und entwickelte in der Folge Methoden, die er zusammenfassend moderne Kriegführung nannte und in seinem 1961 erschienenen Buch La guerre moderne (franz., auf Deutsch etwa: Der moderne Krieg, oder auch Moderne Kriegführung) beschrieb. Weil Frankreichs Militär die Methoden schnell adaptierte und erstmals in Algerien radikal umsetzte, wurden sie als französische Doktrin bekannt.
Merkmale der französischen Doktrin bzw. von Trinquiers moderner Kriegführung sind vor allem:
- Überwiegend nächtliche, meist inoffizielle bzw. geheime Verhaftungen von Personen, die verdächtig sind, der zu bekämpfenden Gruppe anzugehören. Dies geschieht durch meist anonym bleibende Mitglieder von Militär, Polizei oder Geheimpolizei, um verdächtige Menschen in den eigenen Gewaltbereich zu bringen (siehe Verschwindenlassen und Desaparecidos)
- Systematische Anwendung von Folter an den Verhafteten zur Informationsgewinnung, das heißt vor allem zur Gewinnung neuer Namen weiterer anschließend ebenfalls zu verhaftender und zu folternder Verdächtiger; gleichzeitig mit dem Ziel der Einschüchterung und Abschreckung der Widerstandsbewegung als Ganzes
- Illegale Tötung eines großen Teils der Verhafteten, um der Widerstandsbewegung die Basis zu entziehen
- Optional: Das Begehen von terroristischen Anschlägen unter „falscher Flagge“, das heißt für die von Angehörigen der eigenen Sicherheitskräfte unter strengster Geheimhaltung begangenen Taten macht man bewusst fälschlich die feindliche Gruppe verantwortlich, etwa um eine Verschärfung der Verfolgung zu rechtfertigen.[4]

## Anwendung

### Erste Anwendung im Algerienkrieg
Die bis heute bekannteste, wenn auch nicht umfangreichste Anwendung dieser Methoden fand durch französische Fallschirmjäger-Regimenter (Paras) während der Schlacht von Algier 1957 im Algerienkrieg statt und wurde danach auf ganz Algerien ausgeweitet. Dabei versuchte die 10. französische Fallschirmjägerdivision unter General Jacques Massu, die Kasbah (Altstadt) der Hauptstadt Algier von Aufständischen der algerischen Befreiungs- bzw. Untergrundbewegung FLN zu „säubern“. Zuvor hatte die FLN im September 1956 mit mehreren schweren Bombenattentaten damit begonnen, ihre Hauptaktivität in die Hauptstadt Algier zu verlagern. Von Anschlägen dort versprach sie sich eine größere politische Wirkung. Unter anderem waren ein Air-France-Büro und mehrere bei Franzosen beliebte Bars und Cafés von Anschlägen betroffen, wobei es zahlreiche Tote und Verletzte gab. Die Gegenmaßnahmen der Franzosen waren durch rücksichtsloses Vorgehen gegen die arabische Zivilbevölkerung, den massiven Einsatz von schwerster Folter und extralegale Hinrichtungen von FLN-Verdächtigen gekennzeichnet. In der Folge wurde die so bekämpfte FLN durch die überwiegende Tötung bzw. Gefangennahme der Mehrzahl ihrer Mitglieder fast vollständig vernichtet.
Die Strategie brachte Frankreich nicht den erhofften Erfolg, sondern führte in die Niederlage. Nachdem die Unmenschlichkeit der Methoden im Heimatland und international bekannt geworden war, zum Beispiel veröffentlichte der Journalist und FLN-Kämpfer Henri Alleg im Februar 1958 den Bericht La Question, nachdem er selber inhaftiert und gefoltert worden war, führten massive politische Proteste zu einer deutlichen Schwächung der innen- und außenpolitischen Position Frankreichs in Bezug auf die Algerienfrage. Prominente französische Intellektuelle wie Jean-Paul Sartre und der in Algerien geborene Albert Camus äußerten öffentlich, die Terrorismusbekämpfungsmethoden im Rahmen der Doktrin seien der französischen Demokratie unwürdig. Dies trug dazu bei, dass Frankreich sich 1962 aus seiner bis dahin größten Kolonie Algerien zurückzog. Algerien wurde am 5. Juli 1962 unabhängig.

### Export nach Lateinamerika und dortige Anwendung in den 1970er und 1980er Jahren
Die französische Journalistin Marie-Monique Robin hat umfangreich dazu publiziert, dass die französische Doktrin noch während des Algerienkriegs ab etwa 1959 von Frankreich nach Lateinamerika exportiert wurde, wo sie ab den 1970er Jahren zuerst im großen Stil in der Militärdiktatur in Chile ab 1973 und in Argentinien ab 1976 Anwendung fand. Französische Militärberater und Geheimdienstberater spielten demnach eine wichtige Rolle bei der Ausbildung einiger der an der Operation Condor beteiligten Geheimdienste, ebenso die von den USA in Panama betriebene School of the Americas.
Hintergrund war, dass in Lateinamerika in den 1970er und 1980er Jahren fast alle Länder längere Zeit von rechtsgerichteten, oft von den USA politisch unterstützten Militärdiktaturen regiert wurden. Diese unterdrückten fast durchweg mit Gewalt die meist links stehende Opposition, die sich teilweise in militanten Untergrundorganisationen wie den argentinischen Montoneros organisiert hatte, in so genannten Schmutzigen Kriegen. Ein verbreitetes Mittel dazu war das heimliche Verschwindenlassen von verdächtigen oder auch nur missliebigen Personen durch anonym bleibende Mitglieder von Sicherheitskräften. Die Opfer wurden während der Haft in Geheimgefängnissen meist gefoltert und erniedrigt, und in sehr vielen Fällen anschließend ermordet (siehe Desaparecidos). Dabei konnte es zur Verhaftung und Ermordung teilweise schon ausreichen, wenn der Name in „verdächtigem“ Zusammenhang auftauchte oder das Opfer zufällig einen (bereits verhafteten) Verdächtigen kannte, der den Namen unter der Not der Folter genannt hatte. Robin fand Beweise und Zeugen dafür, dass französische Geheimdienst- und Militärberater in Chile und Argentinien direkt und operativ an der Umsetzung der Unterdrückungssysteme beteiligt waren. Die Methoden wurden von dort wiederum in andere Länder des Kontinents wie Honduras, Guatemala und El Salvador exportiert, etwa durch die argentinische Geheimdiensteinheit Batallón de Inteligencia 601.
Allein während der Militärdiktatur in Argentinien von 1976 bis 1983 verschwanden auf diese Weise bis zu 30.000 Menschen spurlos. Die Gesamtbilanz der lateinamerikanischen Repressionspolitik in den 1970er und 1980er Jahren liegt nach Schätzungen von Menschenrechtsorganisationen bei etwa 50.000 Ermordeten, 350.000 dauerhaft „Verschwundenen“ und 400.000 Gefangenen.

### Erneute Anwendung in Algerien durch die ehemaligen Opfer
Im algerischen Bürgerkrieg ab 1991 zwischen der Regierung Algeriens und verschiedenen islamistischen Gruppierungen starben nach stark variierenden Schätzungen zwischen 60.000 und 150.000 Menschen. Die algerische Regierung, die sich selbst in der Tradition der Untergrundbewegung FLN der 1950er Jahre sieht (siehe oben), wandte dabei die Methoden der französischen Doktrin gegen die eigene Bevölkerung an. Diese Vorgänge wurden bis heute nicht aufgeklärt; am Ende des Konflikts inszenierte die Regierung im Jahr 2005 eine Generalamnestie, die ohne jegliche Aufklärungsbemühungen einen Schlussstrich unter den Ereignissen dieser Periode schaffen sollte.

### Weitere Fälle
Die grundlegenden Methoden der Doktrin kommen bis heute in asymmetrischen Konflikten zum Einsatz, das heißt in Fällen, wo sich ein Staat bzw. eine reguläre Armee einer asymmetrischen Konfliktsituation mit gegnerischen Untergrundkämpfern gegenübersieht. Eine Auswahl an Fällen ist im Artikel Schmutziger Krieg dargestellt. Wegen der oben geschilderten dramatischen politischen Nachteile, die Frankreich infolge des Bekanntwerdens dieser militärisch eigentlich „erfolgreichen“ Aktivitäten im Algerienkrieg erfuhr, wurde die strengste Geheimhaltung solcher Maßnahmen zu einem zentralen Merkmal bei späteren Anwendern.
So bestritten hochrangige Vertreter der von französischen Offizieren in der Doktrin geschulten argentinischen Militärdiktatur (1976–1983) konsequent bis zum Ende ihrer Herrschaft und noch lange darüber hinaus, mit dem von ihnen verantworteten spurlosen „Verschwinden“ von bis zu 30.000 Menschen („Desaparecidos“) auch nur das Geringste zu tun zu haben. Der argentinische Ex-Diktator Jorge Rafael Videla gab erst im Jahr 2012 vor Gericht zu, dass seine Regierung tatsächlich für das heimliche gewaltsame „Verschwindenlassen“ und die anschließende Ermordung tausender Menschen verantwortlich gewesen war, stellte dies aber als damals „notwendiges militärisches Mittel“ dar.
Phoenix-Programm im Vietnamkrieg
Inspiriert von Trinquiers Methoden war auch das Phoenix-Programm des US-Geheimdiensts CIA während des Vietnamkriegs ab etwa 1968. Es hatte das Ziel, Mitglieder der Widerstandsbewegung FNL (Vietcong) in Südvietnam zu identifizieren und gefangen zu nehmen oder zu töten. Evan J. Parker, ein leitender Offizier des Programms, hatte in den 1950er Jahren eng mit Trinquier während des französischen Indochinakriegs zusammengearbeitet, die Lehren seines Buchs wurden zu einer der Grundlagen des Programms. Barton Osborne, ein Phoenix-Offizier, bezeugte gegenüber dem US-Kongress, dass er Folterfälle miterlebt habe wie den, bei dem einem Verdächtigen ein 15 cm langer Holzstift durch das Ohr ins Gehirn getrieben wurde. In seinen eineinhalb Jahren bei Phoenix habe „nicht ein einziger Verdächtiger ein Verhör überlebt.“ Der damalige CIA-Direktor William Colby bezeugte, dass das Programm zum Tod von 20.000 Zivilisten geführt habe; die südvietnamesische Regierung schätzte die Zahl auf etwa 40.000.

## Spätfolgen

### Tabuisierung der Geschehnisse in Frankreich
In Frankreich, besonders im Staatsapparat, galt es lange als tabu, überhaupt vom „Algerienkrieg“ (Guerre d’Algérie) zu sprechen. Vielmehr sprach man euphemistisch von „événements d’Algérie“ (etwa: Ereignisse in Algerien). Erst 1999 wurde ein Gesetz verabschiedet, das den Ausdruck Guerre d’Algérie offiziell erlaubte. Zu dieser Verdrängung gehörte auch, dass das Massaker von Paris 1961, bei dem nach Schätzungen mindestens 200 Algerier getötet wurden, erst 1998 offiziell untersucht wurde. Eine nennenswerte gesellschaftliche Debatte über die französische Doktrin, also den systematischen Einsatz von Folter, die illegalen Hinrichtungen und weiteren Kriegsverbrechen an nicht-europäischstämmigen Algeriern während des Krieges, fand zum ersten Mal überhaupt in den Jahren 2000 bis 2002 statt. Besonders in konservativen Kreisen werden die Geschehnisse nach wie vor häufig negiert oder verharmlost.

### Rechtliche Einordnung / Weiterentwicklung des internationalen Rechts

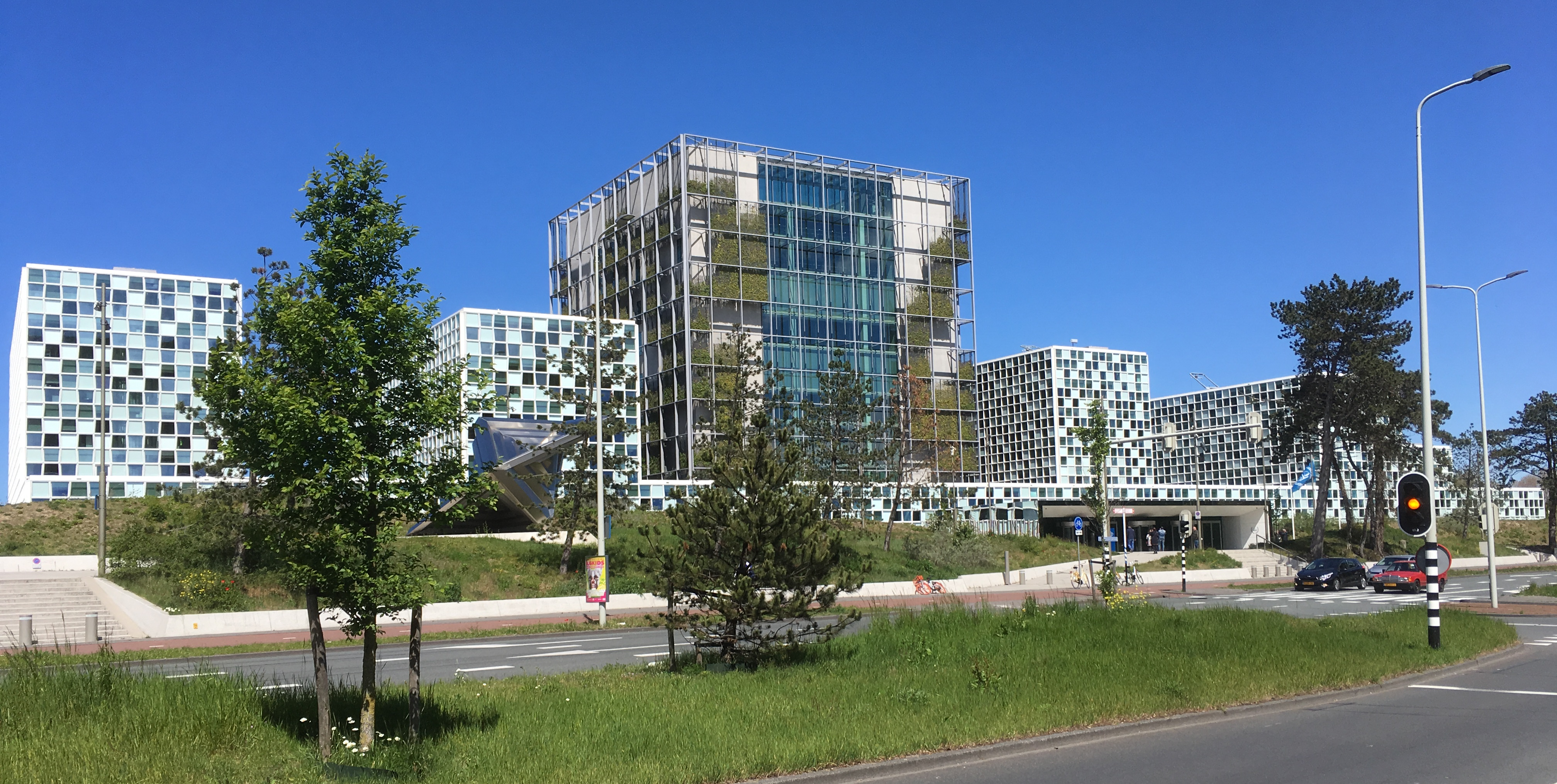
Das Gebäude des Internationalen Strafgerichtshofes in Den Haag, der auch seit dem Jahr 2002 begangene Verbrechen des Verschwindenlassens international verfolgen kann.

Wegen ihrer politischen Brisanz und der zumindest teilweisen Illegalität werden solche Methoden meist unter strengster Geheimhaltung angewendet, daher wird ihr volles Ausmaß in der Regel selten oder erst mit großer zeitlicher Verzögerung bekannt. Wegen der massiven staatlichen Menschenrechtsverletzungen gegen Zivilisten, die wegen der Vorgehensweise prinzipiell die Folter und Ermordung einer Vielzahl von Unschuldigen als militärischen „Begleitschaden“ einschließen, wird ein derartiges Vorgehen heute oft als Staatsterrorismus oder auch als Staatsterror bezeichnet.
Mit dem sukzessiven Ende der Phase der Diktaturen in Lateinamerika in den 1980er und 1990er Jahren hatten viele Länder unter dem Druck der Militärs zunächst weit reichende Amnestiegesetze erlassen, die die Strafverfolgung innerhalb dieser Länder praktisch unmöglich machten, etwa das argentinische Schlussstrichgesetz. Zugleich sah in der zweiten Hälfte des 20. Jahrhunderts das internationale Recht (Völkerrecht) faktisch keinerlei Mittel vor, Verbrechen wie Folter, das systematische Verschwindenlassen von Menschen oder extralegale Hinrichtungen außerhalb des Landes der Tat selbst zu verfolgen, also etwa durch die Gerichte eines anderen Landes. In der Folge blieben die Vorgänge in Lateinamerika lange Zeit völlig folgenlos für die Täter, da sie in den Heimatländern wenig bis nichts zu befürchten hatten. Dies hat sich jedoch in der Zwischenzeit fundamental geändert. In vielen Ländern Lateinamerikas, wie etwa Argentinien und Chile, wurden und werden die entsprechenden Ereignisse mittlerweile gerichtlich aufgearbeitet und zahlreiche damalige Verantwortliche verurteilt; in anderen wie El Salvador wurden Wahrheitskommissionen zu ihrer Aufklärung eingesetzt. In Frankreich selbst wurden diese geschichtlichen Ereignisse bis in die jüngste Zeit gesellschaftlich und auch juristisch weitgehend ignoriert bzw. auch tabuisiert. In anderen Fällen, wie nach dem Algerischen Bürgerkrieg der 1990er Jahre, wurden solche Geschehnisse im Nachhinein durch staatliche Generalamnestien ohne jegliche Aufklärungsbemühungen für abgeschlossen erklärt.
Die unbefriedigende Situation – bezüglich der Straflosigkeit für die Täter – in den 1980er und 1990er Jahren führte zu erheblichen internationalen politischen und juristischen Anstrengungen, derartige Taten in Zukunft nach internationalem Recht verfolgbar zu machen. Mit dem Inkrafttreten des so genannten Rom-Statut im Jahr 2002, das die völkerrechtliche Grundlage des Internationalen Strafgerichtshofs in Den Haag bildet, wurde das Verschwindenlassen erstmals im internationalen Recht als Verbrechen gegen die Menschlichkeit kodifiziert. Außerdem erarbeiteten etwa gleichzeitig zum Rom-Statut Gremien innerhalb der UNO ab etwa 1980 schrittweise die UN-Konvention gegen Verschwindenlassen, die 2006 verabschiedet wurde und 2010 in Kraft trat.

### Aktuelle juristische Aufarbeitung der Vorgänge in Lateinamerika

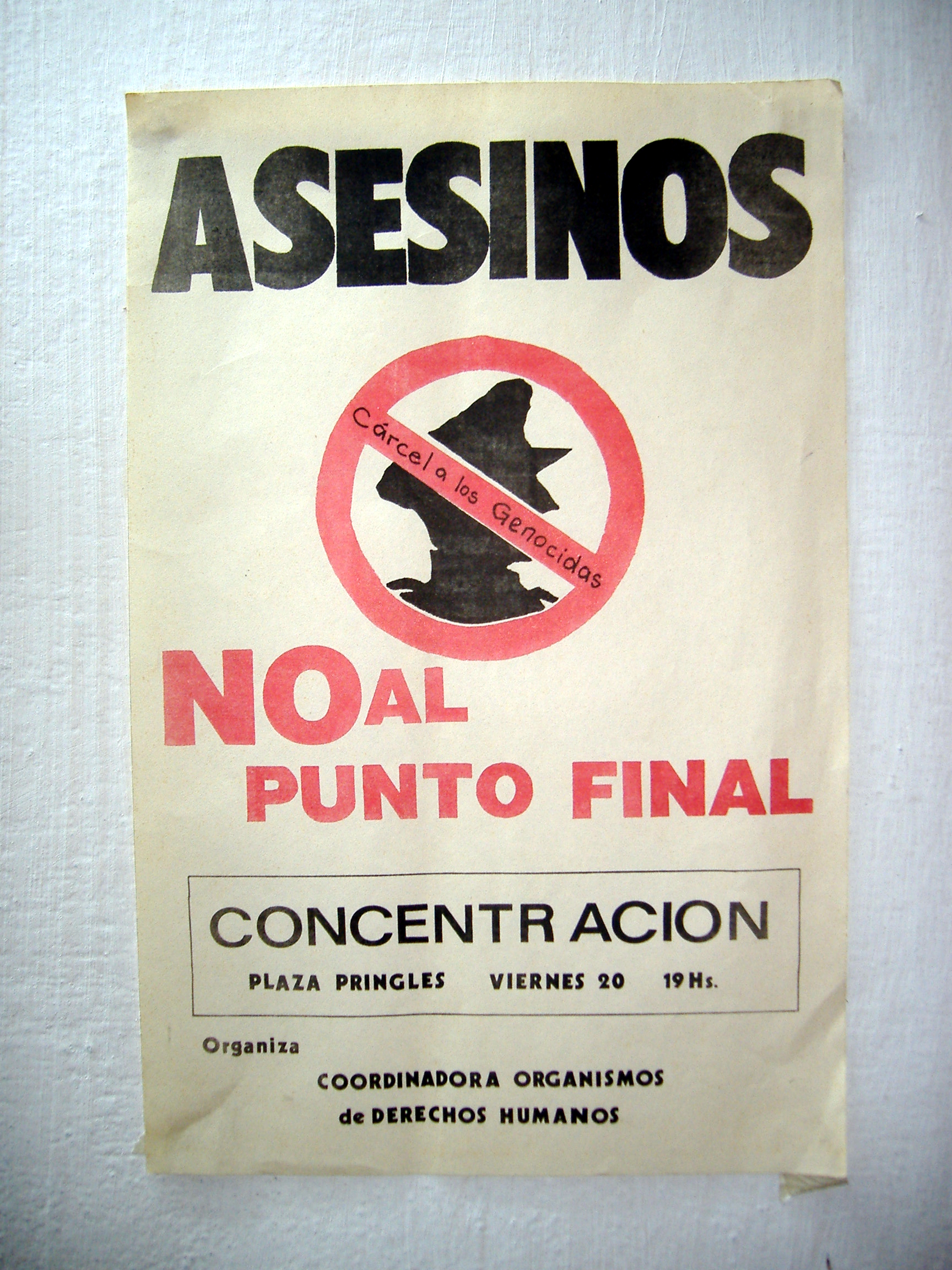
Protestplakat gegen das 2006 endgültig aufgehobene argentinische „Schlussstrichgesetz“. Seit diesem Zeitpunkt wurden viele ehemalige Folterer und schließlich auch die befehlsgebenden Diktatoren zu langen Strafen verurteilt.

Mit großer zeitlicher Verzögerung hat etwa ab dem Jahr 2000 eine juristische Aufarbeitung derartiger Verbrechen in vielen Ländern Lateinamerikas begonnen, die heute noch in vollem Gang ist. Zahlreiche ehemalige Offiziere und Diktatoren wurden in jüngerer und jüngster Zeit zu teils lebenslangen Haftstrafen verurteilt, meist wegen Mordes, Folter, des Verschwindenlassens von Menschen oder wegen Verbrechen gegen die Menschlichkeit. Dazu gehört etwa der damalige argentinische Diktator Jorge Rafael Videla. Anfang Juli 2012 wurde Videla vom Bundesgericht in Buenos Aires erneut zu einer Haftstrafe von 50 Jahren verurteilt, er verbüßte jedoch bereits vorher eine lebenslange Haftstrafe wegen anderer Vergehen.

## Filme zum Thema
- Schlacht um Algier – Halbdokumentarischer Spielfilm (1966) über die Umsetzung der Doktrin in Algerien
- Sie fürchten weder Tod noch Teufel – Spielfilm (1966)
- Intimate Enemies – Der Feind in den eigenen Reihen – Spielfilm (2007)